# ヒデナイト

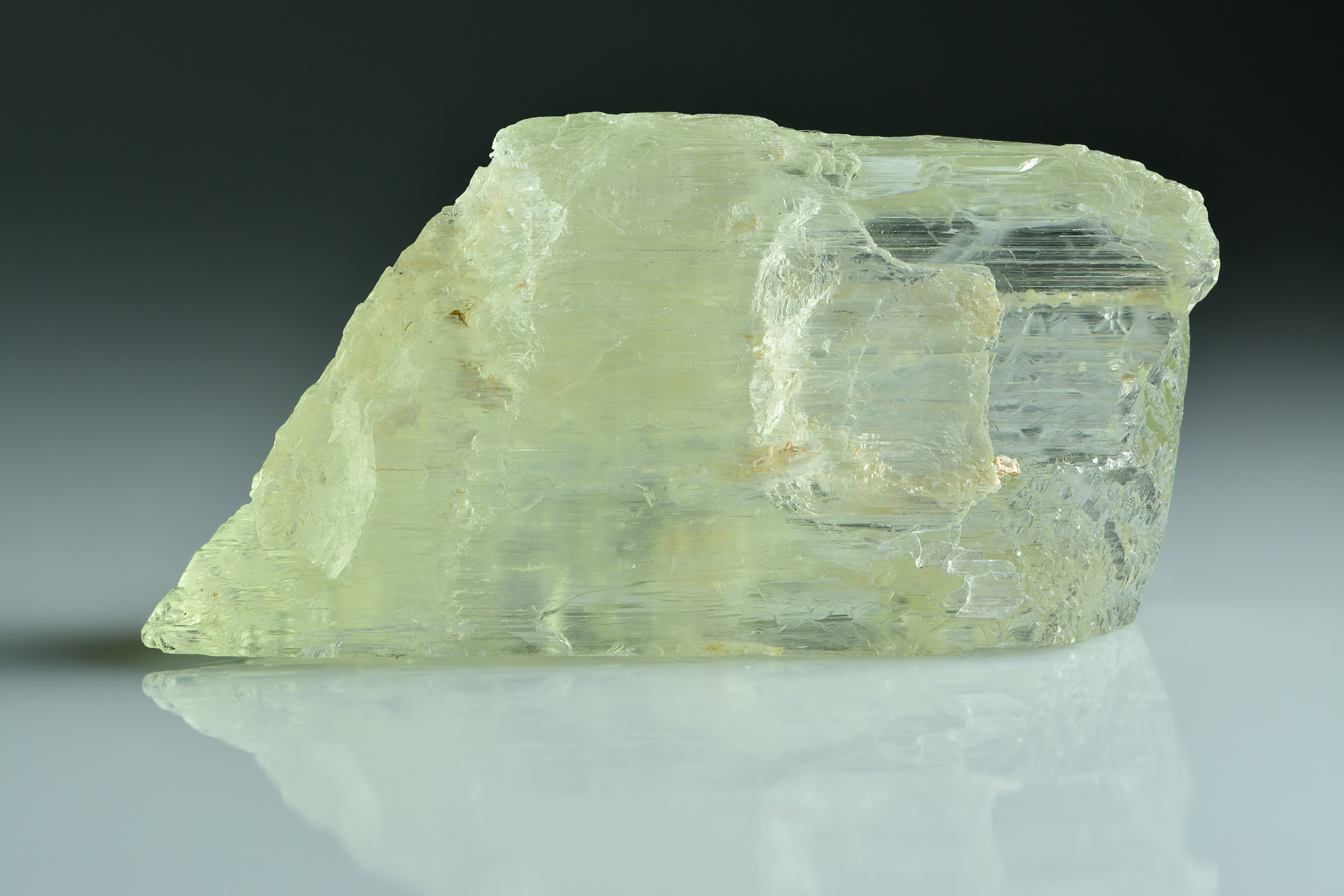

ヒデナイト（英語: Hiddenite）は、緑色のリシア輝石の一種。1879年、アメリカで発見され同国の鉱物学者ウィリアム・アール・ヒデンから由来する。パワーストーンや宝石として活用する。